# Khordha (huyện)
Huyện Khordha là một huyện thuộc bang Odisha, Ấn Độ. Thủ phủ huyện Khordha đóng ở Bhubaneswar. Huyện Khordha có diện tích 2888 ki lô mét vuông. Đến thời điểm năm 2001, huyện Khordha có dân số 1874405 người.